# TomTom
TomTom NV — голландська багатонаціональна компанія-розробник і творець технологій визначення місцезнаходження та споживчої електроніки. Компанія TomTom, заснована в 1991 році зі штаб-квартирою в Амстердамі, випустила на ринок своє перше покоління супутникових навігаційних пристроїв у 2004 році. Станом на  2019  Компанія налічує понад 4500 співробітників по всьому світу та працює в 29 країнах Європи, Азіатсько-Тихоокеанського регіону та Америки. 

## Історія
Компанію було засновано в Амстердамі в 1991 році як Palmtop Software Корін Вігре, Пітером-Франсом Пауельсом і Пітером Геленом. Перш ніж зосередитися на споживчому ринку та випустити перше програмне забезпечення для планування маршруту для мобільних пристроїв у 1996 році, компанія зосередилася на корпоративному програмному забезпеченні для портативних пристроїв. Програмне забезпечення розроблялося переважно для пристроїв Psion, і компанія була одним із найбільших розробників програмного забезпечення Psion наприкінці 1990-х років. Palmtop також співпрацював з Psion у розробці EPOC32. Програмне забезпечення також було розроблено для пристроїв Palm і Windows CE.
У 1999 році чоловік Вігре, Гарольд Ґоддійн, залишив компанію Psion Netherlands, для якої TomTom створював програмне забезпечення і де Вігре раніше був директором з продажу, щоб приєднатися до TomTom. Раніше він інвестував у TomTom. У 2001 році бренд компанії змінився на TomTom, тоді як її юридична назва також була змінена до 2003 року.
27 травня 2005 року TomTom вийшов на Амстердамську фондову біржу, оцінивши компанію майже в 50 євро. мільйон.
У вересні 2005 року компанія TomTom придбала компанію Datafactory AG, постачальника телематичних послуг у Лейпцигу. В Datafactory AG працювало близько 30 осіб, а оборот становив приблизно 5 євро млн у 2004 році та невеликий чистий прибуток.
У січні 2006 року TomTom придбала британську компанію Applied Generics, утворивши TomTom Traffic.
У 2008 році TomTom придбала компанію Tele Atlas, виробника цифрових карт, за 2,9 мільярдів євро.
11 червня 2012 року на заході, присвяченому попередньому перегляду iOS 6 від Apple, TomTom було оголошено основним постачальником картографічних даних для оновленої програми Apple для iOS 6 «Карти», яка замінила Google Maps.
У 2014 році TomTom співпрацює з Volkswagen Group для спільного дослідження систем високоавтоматизованого водіння (HAD).
TomTom підписала угоди про постачання своїх навігаційних пристроїв декільком виробникам автомобілів, зокрема Volkswagen Group, Daimler, Toyota та іншим.
У 2020 році компанія підписала угоду з китайським виробником Huawei щодо використання картографічних даних TomTom у Petal Maps, службі заміни Google Maps для смартфонів компанії.

### Історія продукту
До 1996 року компанія TomTom розробляла міжбізнес-додатки, такі як зчитування лічильників і зчитування штрих-кодів для портативних пристроїв, таких як Palm Pilot, Compaq iPaq і Psion Series 5. Згодом компанія перемістила свою увагу на програмне забезпечення для КПК для споживчого ринку. Перше програмне забезпечення для картографування включало EnRoute, Citymaps і Routeplanner.
До 2001 року вони випустили перше програмне забезпечення автомобільної супутникової навігації TomTom Navigator, перемістивши фокус компанії на автомобільну навігацію GPS. У 2004 році була додана вбудована служба оновлення трафіку на основі підписки.
Перший універсальний персональний навігаційний пристрій TomTom Go був випущений у березні 2004 року, створивши нову категорію побутової електроніки. TomTom повідомляє, що було продано близько 250 000 одиниць TomTom Go, і цей продукт становив 60% доходу компанії за 2004 рік. Станом на  2016, компанія продала майже 80 мільйонів навігаційних пристроїв по всьому світу.
У 2005 році була представлена можливість завантажувати нові голоси. Міцний, водостійкий навігаційний пристрій Rider був випущений для користувачів мотоциклів у 2006 році. Rider був першим портативним супутниковим навігаційним пристроєм, розробленим для мотоциклів і скутерів.
У 2007 році компанія TomTom співпрацювала з Vodafone для створення служби трафіку високої чіткості, призначеної для доставки даних про трафік у реальному часі користувачам Vodafone через їхні пристрої.
Нові функції, представлені в 2008 році, включали IQ Routes, які оцінювали час у дорозі на основі середніх записаних швидкостей, а не обмежень швидкості, і «Advanced Lane Guidance», представлення на екрані правильної смуги руху.
У 2013 році компанія TomTom вийшла на ринок спортивних GPS годинників, випустивши TomTom Runner і TomTom Multi-Sport GPS. Компанія TomTom розширила асортимент спортивних годинників із GPS, випустивши у 2014 році Runner Cardio GPS із вбудованим монітором пульсу.

## Бізнес-структура TomTom Group

### Технологія локації
Технологія локації охоплює автомобільний і корпоративний бізнес компанії, надаючи карти та навігаційне програмне забезпечення як компоненти програм для клієнтів.
Автомобільний сегмент фірми продає виробникам автомобілів компоненти технології визначення місця розташування. Навігаційне програмне забезпечення TomTom інтегровано в транспортні засоби, щоб надавати поточні картографічні дані, онлайн-прокладку маршрутів, а також інформацію про вказівки та пошук, що дозволяє використовувати такі функції транспортного засобу, як передбачення пункту призначення, очікуваний трафік або розташування та доступність зарядних точок для електромобілів.
Корпоративний сегмент TomTom продає свої технології визначення місця розташування техніці. компанії, державні органи та організації з управління трафіком.

### Споживач
Споживчий сегмент бізнесу TomTom продає портативні персональні супутникові навігаційні пристрої,колись його основний центр прибутку. З тих пір використання автономних пристроїв GPS знизилося,, незважаючи на зусилля бренду порівняти функції з інтегрованими в смартфон альтернативами. Нещодавно компанія перевела свій споживчий бізнес з пристроїв на пропонування програмного забезпечення замість цифрових картографічних послуг. Ця зміна фокусу частково пояснюється зниженням прибутковості, оскільки споживачі використовують альтернативи GPS з інте розширені навігаційні програми, а також до очікуваного зростання використання автономних транспортних засобів.

## Продукти та послуги
Компанія TomTom пропонує три види продуктів у різних формах: карти, підключені служби та (навігаційне) програмне забезпечення. Навігаційні пристрої TomTom (PND) і навігаційні додатки TomTom GO продаються прямо чи опосередковано кінцевим споживачам. Для автомобільного ринку випускаються вбудовані в прилади системи. Навігаційні пристрої та портативні пристрої з встановленим програмним забезпеченням називаються блоками.
TomTom співпрацює з кількома виробниками автомобілів і пропонує вбудовані навігаційні пристрої.
| Продукт                   | Виробник автомобіля      |
| ------------------------- | ------------------------ |
| Uconnect                  | Фіат                     |
| Blue&Me TomTom            | Fiat, Alfa Romeo, Lancia |
| Renault R-Link            | Renault                  |
| Кармінат ТомТом           | Renault                  |
| Lexus CT MoveOn Navi      | Lexus                    |
| Навігаційна система Mazda | Mazda                    |
| Toyota Touch 2 з Go       | Toyota                   |
| Служба онлайн-трафіку     | Volkswagen               |
| Peugeot i-Cockpit         | PSA                      |
| Connect 3D Nav            | FCA                      |
| Gen3, 4, 5 і 6            | Субару                   |
| Gen 2                     | Меркурій                 |

### Навігація

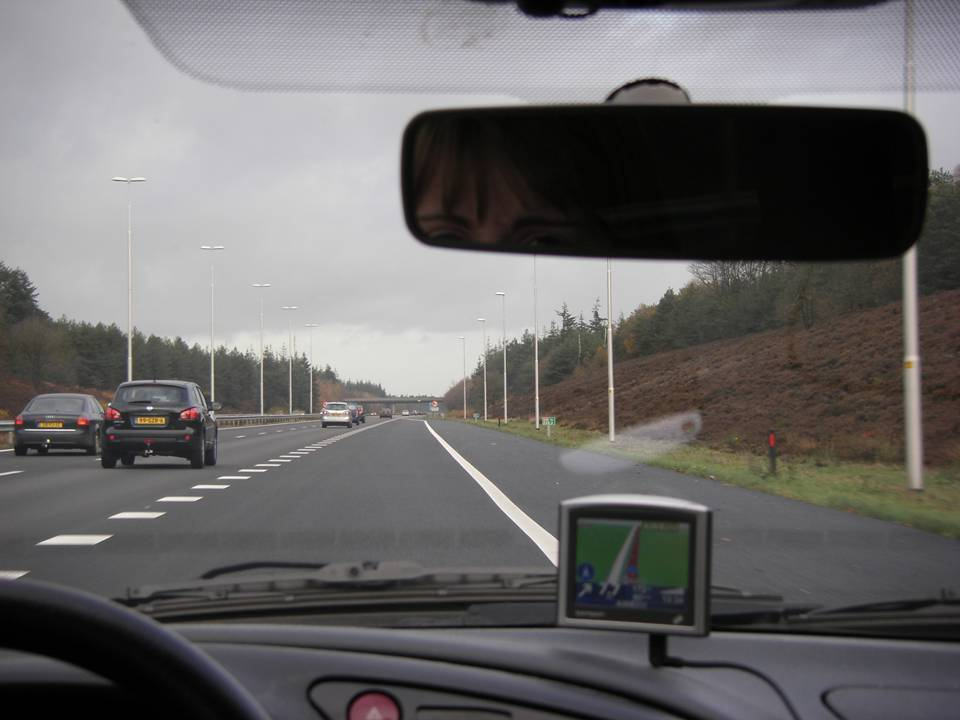
TomTom One у використанні

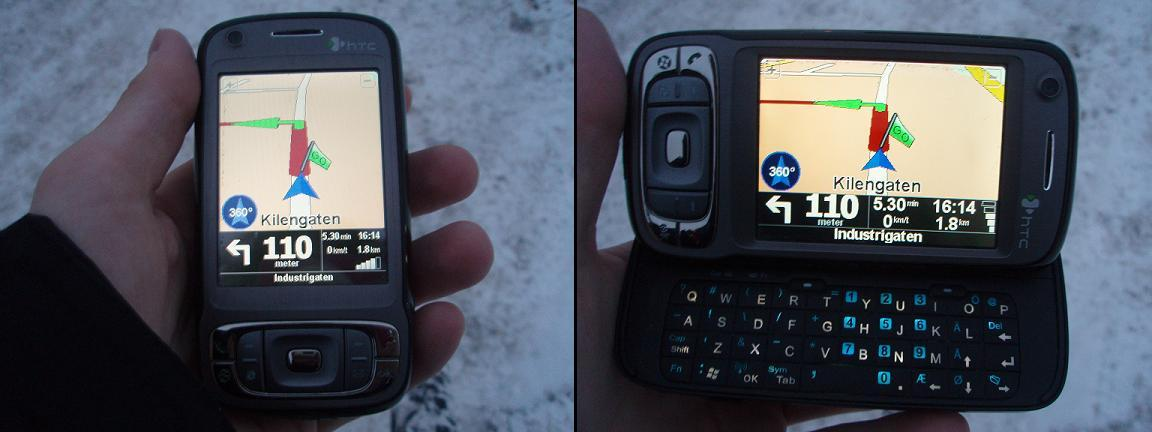
TomTom Navigator 7 працює на HTC TyTN II (Windows Mobile)

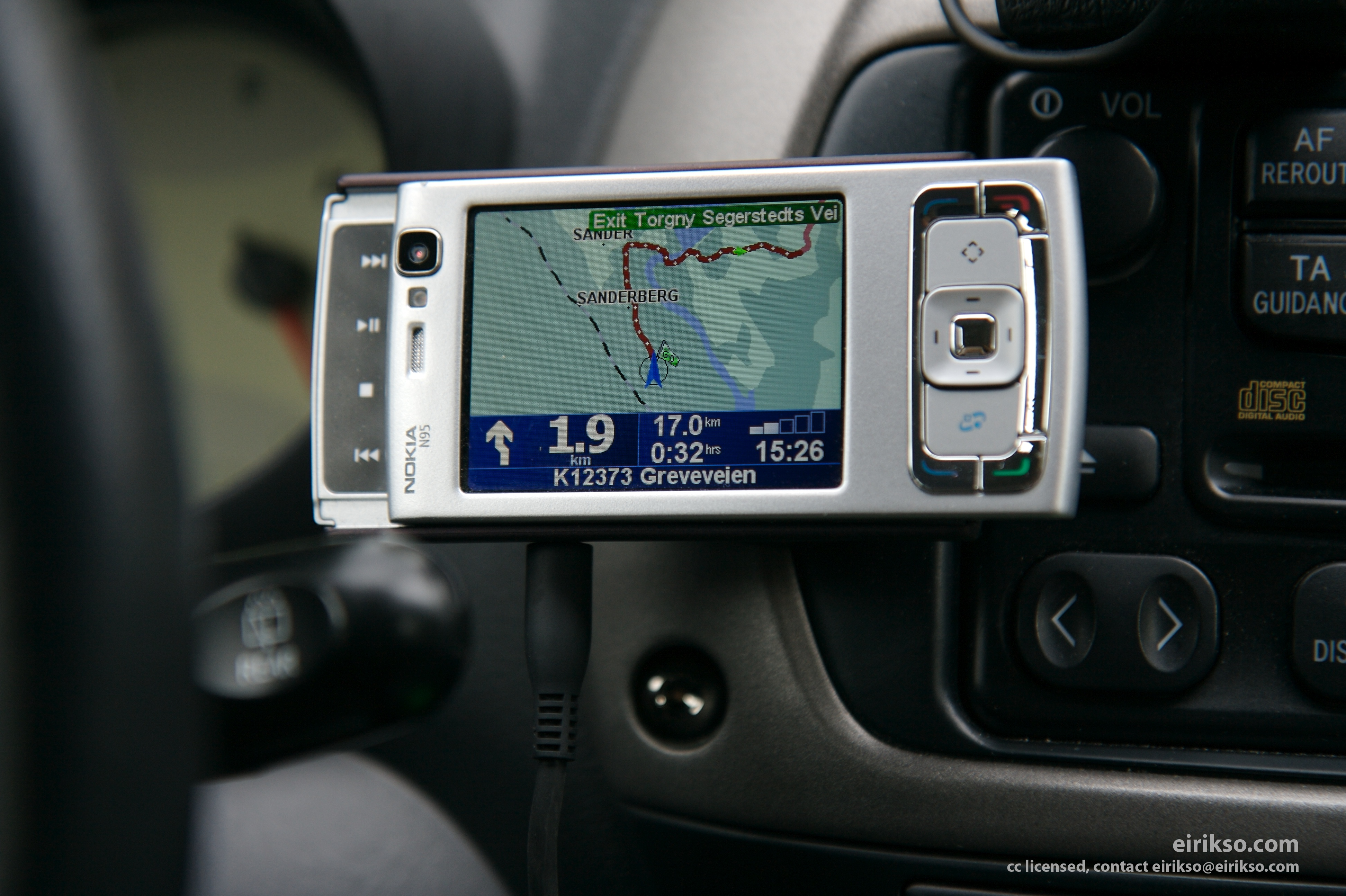
Навігатор TomTom працює на Nokia N95 (Symbian)

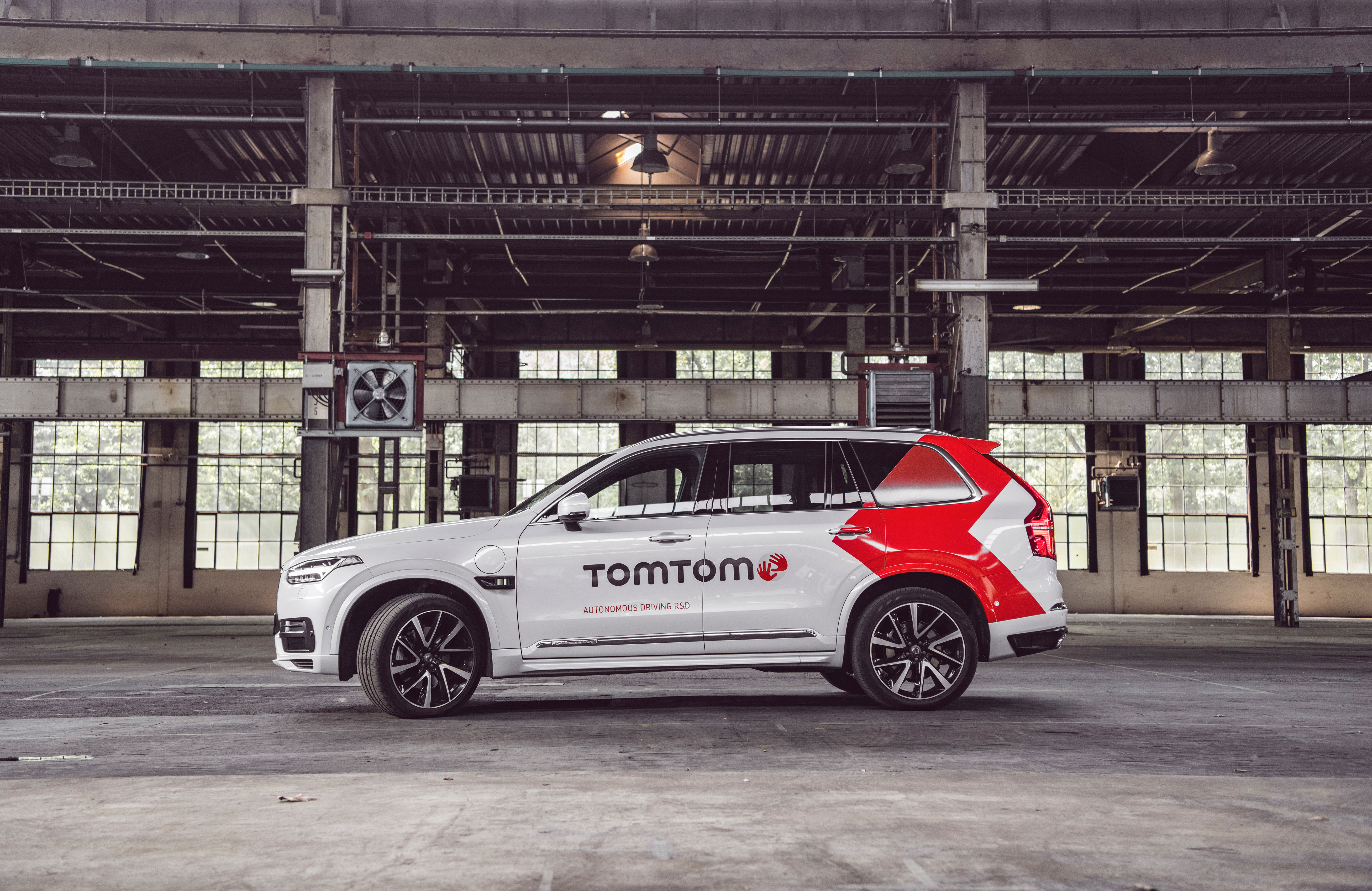
Випробувальний автомобіль TomTom

Пристрої TomTom забезпечують інтерфейс польоту з похилим видом на дорогу з висоти пташиного польоту, а також прямим переглядом карти зверху. Вони використовують GPS-приймач, щоб показати точне місцезнаходження та надати візуальні та голосові вказівки, як проїхати до вказаного пункту призначення. Деякі системи TomTom також інтегруються з мобільними телефонами за допомогою Bluetooth, карт заторів або фактично приймають дзвінки та читають SMS-повідомлення вголос.

#### Навігаційні пристрої
Універсальні GPS-навігаційні пристрої TomTom оснащені сенсорним екраном, динаміком, USB -портом і внутрішнім літій-іонним акумулятором. Більшість моделей мають трансивери Bluetooth, які дозволяють підключатися до смартфону, дають змогу використовувати пристрій як гучномовець для здійснення та отримання дзвінків у режимі handsfree.
- TomTom Go, Via та Start – навігаційні пристрої загального призначення.
- TomTom Camper & Caravan / RV – ці моделі мають карту, яка постачається з обмеженнями по висоті та ширині, що дозволяє вводити дані про розмір і вагу автомобіля для планування маршруту.
- TomTom Truck – призначений для професійних водіїв вантажівок і включає спеціальне програмне забезпечення та карти.
- TomTom Rider – портативні водостійкі моделі для користувачів мотоциклів і скутерів . Вони відрізняються від інших пристроїв тим, що Rider частково захищений і має «дружній» екран і графічний інтерфейс користувача.
- TomTom One і One XL – TomTom One є базовою моделлю для автомобільної навігації . Різниця між TomTom One XL і TomTom One полягає в розмірі сенсорного екрана (4,3 проти 3,5 в або 110 проти 89 мм). Жодна з моделей One не містить додаткових функцій, які є в моделях Go, таких як дзвінки через Bluetooth і MP3 Jukebox. Однак One може отримувати інформацію про дорожній рух і погоду за допомогою служби TomTom Plus, якщо з’єднано через Bluetooth із мобільним телефоном із службою передачі даних DUN. Зменшені можливості програмного забезпечення означають менший попит на апаратне забезпечення, що дозволяє продавати One за значно нижчою ціною, ніж Go. XL також доступний у версії Live з інтегрованими Live Services.

#### Навігаційне програмне забезпечення
- TomTom Navigator – програмний продукт GPS-навігації для персональних цифрових помічників (КПК), пристроїв Palm, кишенькових ПК і деяких смартфонів. TomTom Navigator 6 замінив попередню TomTom Mobile 5.2. Він може використовувати GPS-приймачі, вбудовані в пристрій, або зовнішні (наприклад, підключені через Bluetooth) приймачі. Navigator 7 був останнім випуском цього програмного забезпечення, випущеним як частина програмного забезпечення, яке постачалося з HTC Touch Diamond у червні 2008 року. Часто використовувані функції можна додати на головний екран програми, а користувачі можуть повідомляти про виправлення карти та ділитися ними з іншими користувачами. Навігатор підтримує сенсорні екрани; пристрої без сенсорних екранів використовують курсор для введення даних. Програмне забезпечення доступне на SD-карті та DVD. Він працює на низці пристроїв, перелічених на веб-сайті TomTom, але успішно працюватиме на багатьох не зазначених у списку пристроях, які використовують операційну систему Windows Mobile, випуск якої припинено у 2010 році. Версія DVD включає DVD, друкований 15-значний код продукту, короткий посібник, ліцензійну угоду, плакат із графічною схемою для процедури налаштування версії DVD і версії для SD-карти, а також рекламу пов’язаних послуг TomTom Plus. DVD містить інсталяційне програмне забезпечення для TomTom Home, програмне забезпечення для мобільних пристроїв, ліцензії, посібники, карти та голоси. Програмне забезпечення для мобільних пристроїв містить файли CAB для Palm, PPC, Symbian і UIQ3.
- TomTom для iOS – програмний продукт GPS-навігації для пристроїв iOS, спочатку анонсований для iPhone під час основної доповіді Apple WWDC на початку червня 2009 року та випущений на міжнародному рівні 15 серпня 2009 року в Apple App Store з різними пакетами карт для різних регіонів[40]. Віце-президент TomTom з розвитку маркетингу надав інформацію в інтерв’ю Macworld у липні 2009 року[41]. Наразі програма працює з iPhone (усі моделі), iPod Touch (усі моделі) та iPad (усі моделі), однак Apple припинила підтримку ранніх моделей, і в останніх версіях програми TomTom iOS можуть виникати проблеми на певних пристроях. Для певних пристроїв Apple доступні два окремі автомобільні комплекти TomTom[42][43][44]. Поточні карти, доступні в магазинах додатків кожної країни, відрізняються залежно від доступності мови самого додатка, країни магазину додатків і, отже, доступні різні пакети груп карт регіонів. Туреччина та Греція не були включені до великого пакету карт Європи ; це пов’язано з обмеженням розміру додатка AppStore у 2 GB. Ці карти доступні окремо. Ісландія наразі не доступна в жодному пакеті карт, що продається TomTom, але вони над цим працюють (також у кількох інших країнах). Також, швидше за все, буде доступна нова програма для iOS на основі NavKit, яка може вирішити проблему з обмеженням розміру (також Apple збільшила обмеження розміру програми до 4 ГБ).
- TomTom Go Mobile, GPS-навігаційне програмне забезпечення для операційної системи Android. Він замінив стару програму, яка мала функції, подібні до програми для iOS. У березні 2015 року компанія TomTom анонсувала нову програму TomTom Go Mobile для Android із безкоштовною моделлю передплати на карти, де перші 50 миль/75 кілометрів на місяць будуть безкоштовними, включаючи всі доступні карти, TomTom Traffic і Speed Cameras. Попередній додаток, який обіцяв «безкоштовні довічні оновлення», більше не можна придбати в Play Store, а його карти не оновлюються з жовтня 2015 року. TomTom стверджує, що їхнє визначення довічних оновлень карт – це «період часу, протягом якого TomTom продовжує підтримувати програму оновленнями». Попереднім клієнтам навігаційної програми TomTom для Android пропонується знижка на підписку на нову програму протягом трьох років. Немає жодних положень для користувачів, які хочуть продовжувати використовувати стару програму за умов, що вона була продана з довічними оновленнями карт.
- TomTom Speed Cameras, безкоштовний мобільний додаток, випущений у 2015 році[45].

### Підтримки додатків
TomTom Home (стилізований як TomTom HOME ) — це 32-розрядна програма для ПК, яка дозволяє надсилати синхронізацію/оновлення на мобільний пристрій. TomTom Home версії 2.0 і вище реалізовано на платформі XULRunner. У версії 2.2 TomTom Home додав платформу для обміну вмістом, де користувачі можуть завантажувати та завантажувати вміст для персоналізації свого пристрою, наприклад голоси, початкові зображення, набори POI тощо. На даний момент  TomTom Home має версію 2.9.

## Картографування
TomTom працював із виробником автозапчастин Bosch, починаючи з 2015 року, над розробкою карт для використання в безпілотних автомобілях. Bosch визначив специфікації для карт TomTom, яких слід дотримуватися, коли вони почали перші дорожні випробування на шосе I-280 США та A81 у Німеччині. У той час TomTom прокоментував контраст у деталях, необхідних для цих нещодавно розроблених карт, порівняно з попередніми версіями, зокрема включаючи «точність до дециметра» та інші складні дані, необхідні для того, щоб допомогти безпілотному автомобілю «бачити» ключові характеристики дороги під час руху. У 2015 році TomTom був одним із небагатьох незалежних виробників цифрових карт, які залишилися на ринку, оскільки вони співпрацювали з такими брендами, як Volkswagen, щоб надавати карти для автомобільної промисловості. У 2015 році компанія також співпрацювала з Uber і продовжила партнерство в 2020 році. Компанії разом працювали над інтеграцією карт TomTom і даних про дорожній рух на платформі програми спільного використання поїздок. Це дозволяє Uber служити «надійним партнером з редагування карт», що робить його одним із перших брендів, який приєднався до програми TomTom Map Editing Partnership (MEP).

## Суперечка
У квітні 2011 року компанія TomTom «вибачилася за те, що надала поліції дані про водіння, зібрані від клієнтів, для використання у лові водіїв, які перевищують швидкість». Компанія зібрала дані від своїх голландських клієнтів, які голландська поліція згодом використовувала для встановлення цільових пасток. У результаті цього нідерландський орган із захисту даних розслідував TomTom, який встановив, що TomTom не порушує Закон про захист персональних даних
У 2011 році компанія TomTom покращила чіткість свого пояснення того, як вона використовує дані, які вона збирає від своїх клієнтів.

## Конкуренція
Основними конкурентами роздрібної автомобільної супутникової навігації TomTom є MiTAC (Navman і Magellan Navigation) і Garmin.
Основним конкурентом TomTom із HD-карт для автономного водіння є Here, який належить консорціуму німецьких автомобільних компаній, включаючи Audi, BMW і Daimler.